# Юрков, Иван Иванович
Ива́н Ива́нович Юрко́в (6 января 1924 года — 26 января 1945 года) — участник Великой Отечественной войны, командир отделения автоматчиков 34-й гвардейской мотострелковой бригады 12-го гвардейского танкового корпуса 2-й гвардейской танковой армии 1-го Белорусского фронта, Герой Советского Союза, гвардии старшина.

## Биография
Родился 6 января 1924 года в селе Сиваковка ныне Хорольского района Приморского края в семье крестьянина. Русский. Член ВКП(б)/КПСС с 1944 года. Окончил школу в селе Черниговка Черниговского района Приморского края, где получил среднее образование.
В августе 1942 года призван Хорольским РВК Уссурийской области в ряды Красной Армии. В боях Великой Отечественной войны с января 1943 года. Воевал на Центральном, 1-м Украинском и 2-м Украинском, 1-м Белорусском фронтах.
В июле 1944 года заместитель командира отделения автоматчиков 4-й роты 2-го мотострелкового батальона 15-й мотострелковой бригады старший сержант И. И. Юрков участвовал в Люблин-Брестской операции, в ходе которой 2-я танковая армия прорвалась к предместью Варшавы, но была встречена контрударом сильной группировки войск противника.
25 июля 1944 года в боях под Варшавой старший сержант И. И. Юрков вместе со своим отделением был направлен на ликвидацию группировки противника, обстрелявшей колонну 2-го мотострелкового батальона. Несмотря на сильное огневое сопротивление, он первый ворвался в расположение противника, уничтожил двух гитлеровцев и ещё шесть взял в плен, в том числе пятерых офицеров, за что был награждён орденом Славы 3-й степени.
28 июля 1944 года он вместе с группой бойцов в количестве четырёх человек взял в плен 24 немецких солдат и офицеров. К этому времени он тридцать раз ходил в разведку к противнику, имел на своём счету 4 захваченных «языка», во время боёв взял в плен 27 немецких солдат и офицеров, уничтожил из личного оружия более 30 гитлеровцев.
14 января 1945 года началась Варшавско-Познанская наступательная операция, как составная часть стратегической Висло-Одерской наступательной операции. 16 января 1945 года 2-я гвардейская танковая армия была брошена в прорыв. 34-я гвардейская мотострелковая бригада, в которой служил гвардии старшина И. И. Юрков, действовала в авангарде наступающих частей армии.
17 января 1945 года в боях за село Семцы, ныне Самице Скерневицкого повята Лодзинского воеводства, гвардии старшина И. И. Юрков со своим отделением первым форсировал реку Равка и ворвался в село, при этом он уничтожил более десяти гитлеровских солдат и первым водрузил красный флаг на одном из домов.
Развивая наступление, 34-я гвардейская мотострелковая бригада первой вышла к реке Бзура, и, форсировав её, заняла плацдарм на северном берегу реки, обеспечив переправу двух корпусов армии. Затем бригада очистила от противника польские города Любень, Радзеюв и разгромила крупный гарнизон противника в городе Иновроцлав.
26 января 1945 года бригада захватила переправу через реку Кюддов (Гвда) южнее города Шнайдемюль (Пила), и, отразив несколько контратак превосходящих сил противника, удержала переправу до подхода 12-го гвардейского танкового корпуса. В этом бою гвардии старшина И. И. Юрков погиб.
Указом Президиума Верховного Совета СССР от 27 февраля 1945 года за образцовое выполнение боевых заданий командования на фронте борьбы с немецкими захватчиками и проявленные при этом отвагу и геройство гвардии старшине Юркову Ивану Ивановичу посмертно присвоено звание Героя Советского Союза.

## Награды
- Медаль «Золотая Звезда» Героя Советского Союза;
- орден Ленина (27.02.1945);
- орден Красного Знамени (14.02.1945);
- орден Славы III степени (07.08.1944);
- медали.

## Память
- Средней общеобразовательной школе села Сиваковка в 2008 году присвоено имя Героя (Постановление № 289 от 27 октября 2008 г. «О присвоении муниципальному общеобразовательному учреждению средней общеобразовательной школы с. Сиваковка имени Героя Советского Союза Ивана Ивановича Юркова»[2]).
- Улица в селе Хороль названа именем Героя.